# RADARSAT Constellation
RADARSAT Constellation Mission (RCM, en español "Misión de Constelación RADARSAT") es una constelación de tres satélites de observación terrestre de la Agencia Espacial Canadiense. Con satélites más pequeños que RADARSAT-2, el RCM proporcionará nuevas aplicaciones, posibles gracias al enfoque de la constelación, y continuará proporcionando datos radiales de banda C a los usuarios de RADARSAT-2. Una de sus mejoras más significativas es en su uso operacional en datos de radar de apertura sintética (SAR). El objetivo principal de RCM es proporcionar datos SAR continuos de banda C a los usuarios de RADARSAT-2, ya que varios usuarios del gobierno canadiense requieren imágenes SAR en una resolución temporal alta. Otras mejoras incluyen una cobertura de área más grande en Canadá y un menor riesgo de interrupción del servicio.
Los tres satélites que forman la constelación fueron lanzados el 12 de junio de 2019. MacDonald, Dettwiler and Associates, el contratante, requirió su lanzamiento con un cohete Falcon 9 de SpaceX.

## General
Trabajando junto con socios de la industria, la Agencia Espacial Canadiense (CSA) está a cargo de la planificación de la misión y las operaciones desde su sede en Saint-Hubert, Quebec. El proyecto fue aceptado, dado que se cumplirían estos tres objetivos: entregar datos de banda C a los usuarios dentro del gobierno canadiense, producir cobertura diaria para la detección de hielo, barcos y derrames de petróleo, y cumplir con las restricciones financieras para minimizar el costo del programa. El gobierno canadiense es el propietario de los satélites y datos, y es responsable de su difusión. El gobierno canadiense estableció varios requisitos para la RCM. Debe poder acceder al 95% de cualquier punto del mundo en un día promedio. También se requiere que tenga una función de multipolarización para aumentar la flexibilidad en su función, así como poder capturar la subsidencia en el terreno utilizando el procesamiento ScanSAR de Preservación de Fase. RCM incluye tres satélites de observación de la Tierra idénticos. El contratista principal del proyecto es MacDonald Dettwiler and Associates y fue diseñado para tres usos principales:
- Vigilancia marítima (hielo, viento de superficie, contaminación por hidrocarburos y vigilancia de buques).
- Gestión de desastres (mitigación, alerta, respuesta y recuperación).
- Monitoreo del ecosistema (agricultura, humedales, silvicultura y monitoreo del cambio costero).

Sus radares de apertura sintética (SAR) tienen una masa de 400 kg cada uno, y una resolución de 1 × 3 m. Como carga útil secundaria, incluye un sistema de identificación automática para buques (AIS).